# Прандтауэр, Якоб
Якоб Прандтауэр, или Прандтауер (нем. Jakob Prandtauer; 16 июля 1660, Станце близ Ландекка, Тироль — 16 сентября 1726, Санкт-Пёльтен, Нижняя Австрия) — один из самых выдающихся австрийских архитекторов эпохи барокко. Его знаменитое произведение — ансамбль зданий аббатства Мельк, где он работал с 1702 года и до конца жизни.

## Биография
Якоб Прандтауэр был единственным сыном Симона Прандтауэра и Марии Ленч, в семье было ещё семь сестер. Точная дата его рождения не известна, записана только дата крещения. Либо он родился в день крещения, либо незадолго до него. В 1677 году, в возрасте семнадцати лет, Якоб начал трёхлетнее обучение каменному делу у Георга Азама в Шнанне в Тироле. Его деятельность в последующие несколько лет не документирована. Возможно, что, как и многие тирольские мастера, он был сезонным рабочим, покидая родину весной и возвращаясь в начале зимы.
Мать Прандтауэра умерла в 1698 году. В записях о наследии он назван «скульптором близ Санкт-Пёльтена в Австрии». Неясно, когда он поступил на службу к графу Альберту Эрнсту Гурланду, владевшему замком Тальхайм недалеко от Санкт-Пёльтена. Также неясно, когда и где Прандтауэр научился скульптурному ремеслу. В Тальхайме он встретил Марию Элизабет Реннбергер, горничную графини Гурланд, на которой женился 21 июля 1692 года в старой капелле замка (здания больше не существует). Непосредственно перед женитьбой он приобрёл дом на Клостергассе в районе монастыря Санкт-Пёльтен (сохранился в изменённом виде) и таким образом стал подданным монастыря святых Пёльтенских каноников. В 1693 году он подал заявление в Тироль о выдаче ему свидетельства об обучении профессии каменщика.
Первые архитектурные работы Прандтауэра относятся к 1690-х годам. Сначала ему поручали перепроектирование существующих зданий, например реконструкцию в 1694 году пасторского дома в Хайцендорфе (сообщество Графенегг) по поручению Херцогенбургского аббатства. В это же время он работал над реконструкцией замка Оксенбург и башни собора Санкт-Пёльтена. В 1696 году Прандтауэр проектировал мосты через некоторые притоки Дуная в районе над Венским лесом. Благодаря работе строителя мостов он вступил в контакт с прелатом аббатства Мельк и получил от него заказ на реконструкцию приходской церкви и дома приходского священника в Ласси. После дальнейшей работы в монастырях в Санкт-Пёльтене и окрестностях (включая монастырь каноников-августинцев Сант-Андреа-ан-дер-Трайзен) в 1702 году Якоб Прандтауэр получил свой первый крупный заказ — строительство коллегиальной церкви в Мельке. Исходный проект несколько раз менялся под влиянием заказчика аббата Бертольда Дитмайра.
Во время работ над аббатством Мельк в 1708 году скончался Карло Антонио Карлоне, ведущий монастырский архитектор Верхней Австрии. Прандтауэру было поручено управление строительством монастырей Гарстен, Кремсмюнстер и Святого Флориана, которое начал Карлоне. Прандтауэр изменил проекты своего предшественника, особенно в Гарстене и Санкт-Флориане. С 1710 года он непосредственно руководил реконструкцией монастырского комплекса Мельк.
Около 1714 года ему было поручено сделать Дюрнштайнский монастырь в стиле барокко; в том же году Прандтауэр проектировал новое здание Херцогенбургского аббатства. Он также построил церковь на Зоннтагберге (фрески Даниэля Грана), строения замков Приммерсдорф и Хоэнбрунна недалеко от Санкт-Флориана (между 1722 и 1732 годами).
Архитектор скончался в 1726 году в Санкт-Пёльтене, захоронен в городском Соборе. После его смерти большинство проектов продолжил его второй племянник Йозеф Мунггенаст.

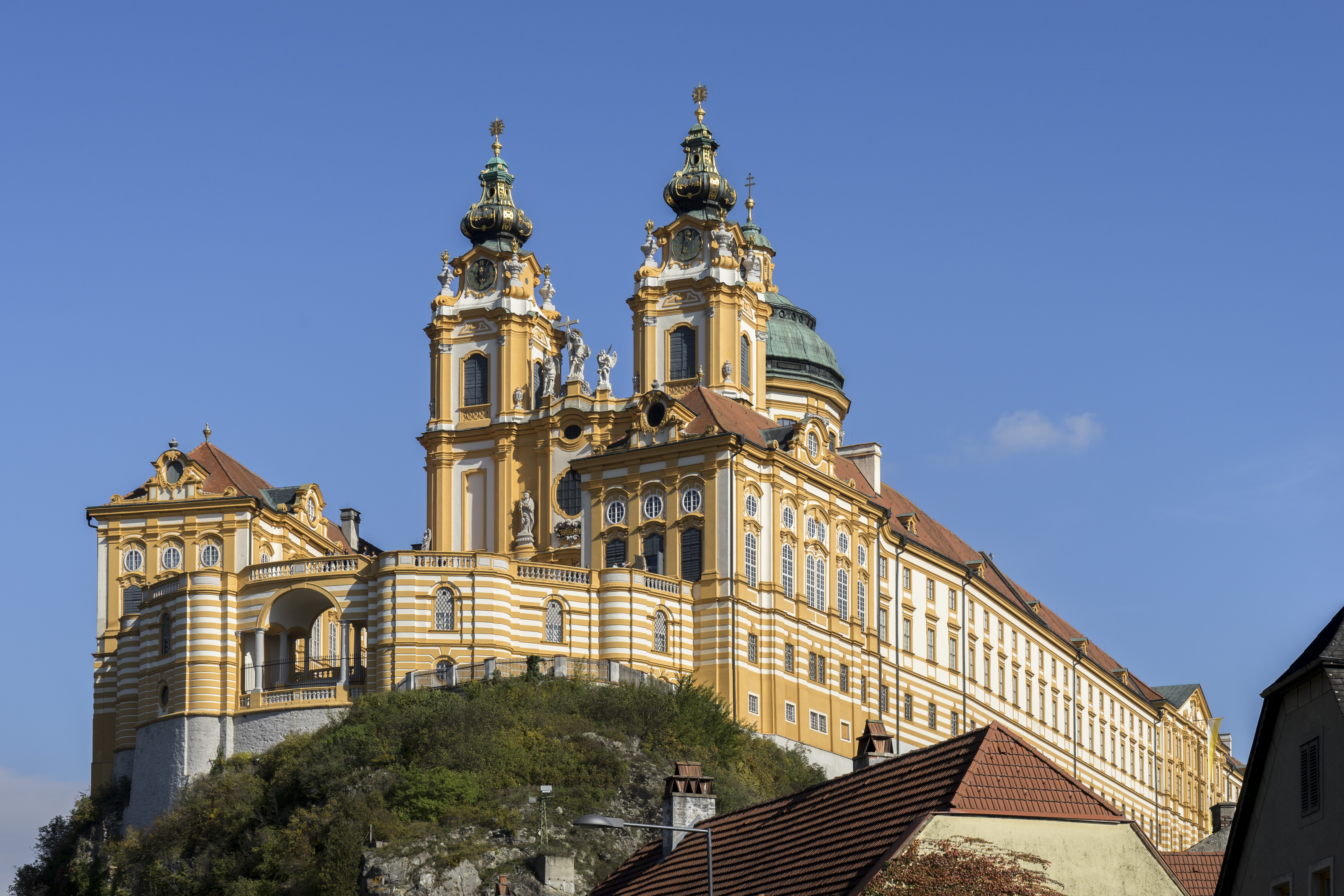
Аббатство Мельк. Вид с Запада. 1702–1736
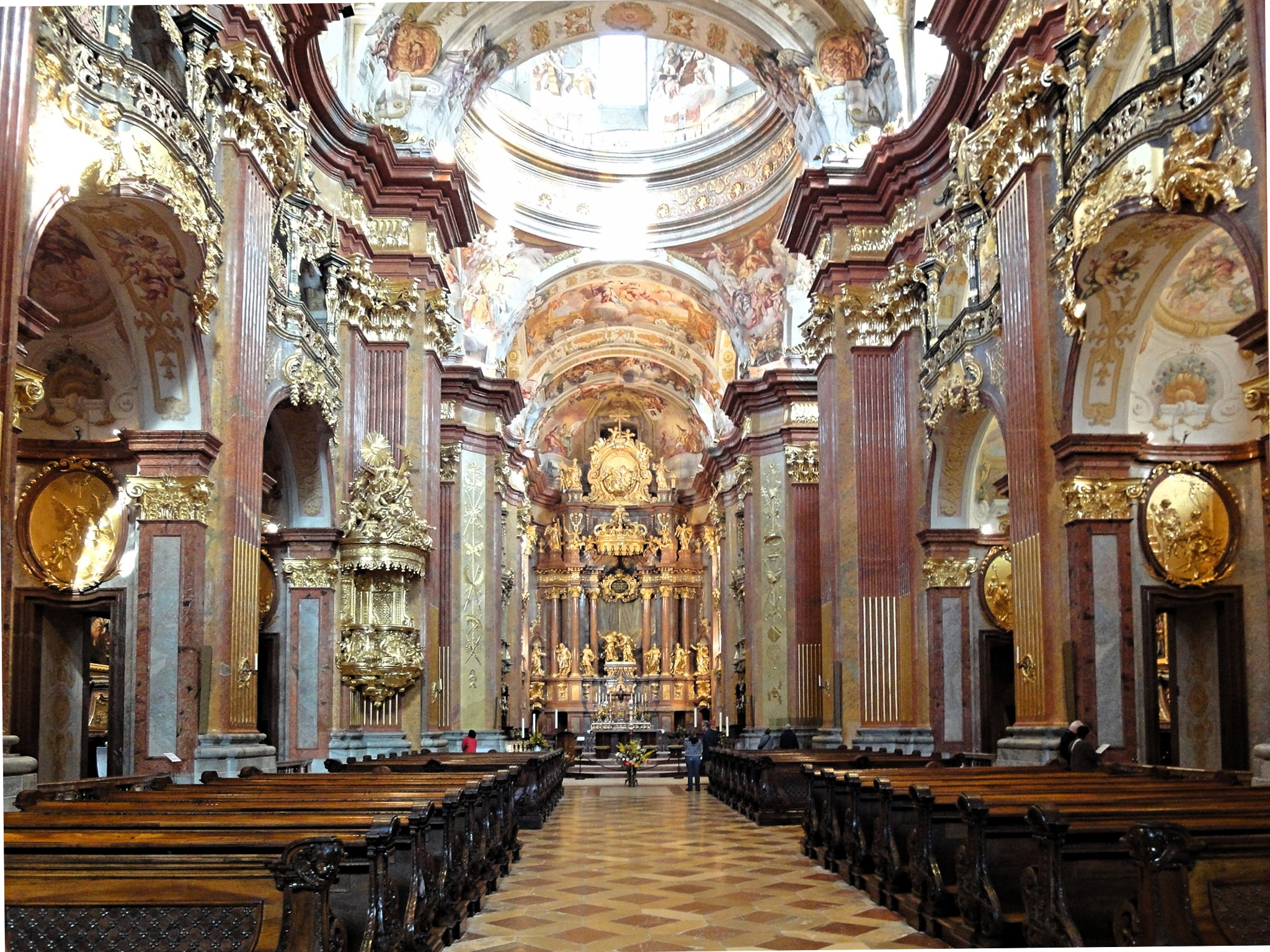
Интерьер церкви аббатства
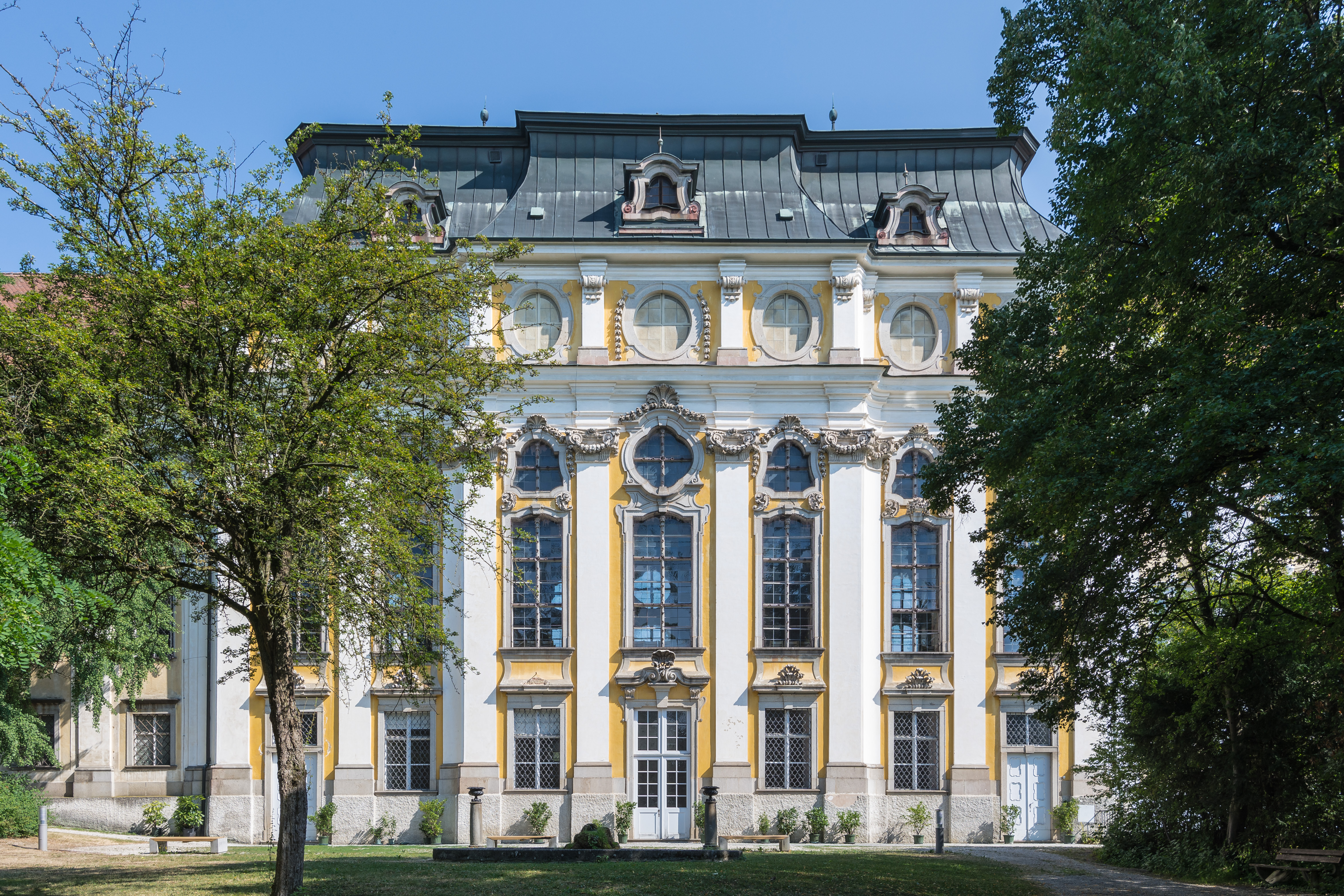
Монастырь Санкт-Флориан. Южный фасад. 1723—1724
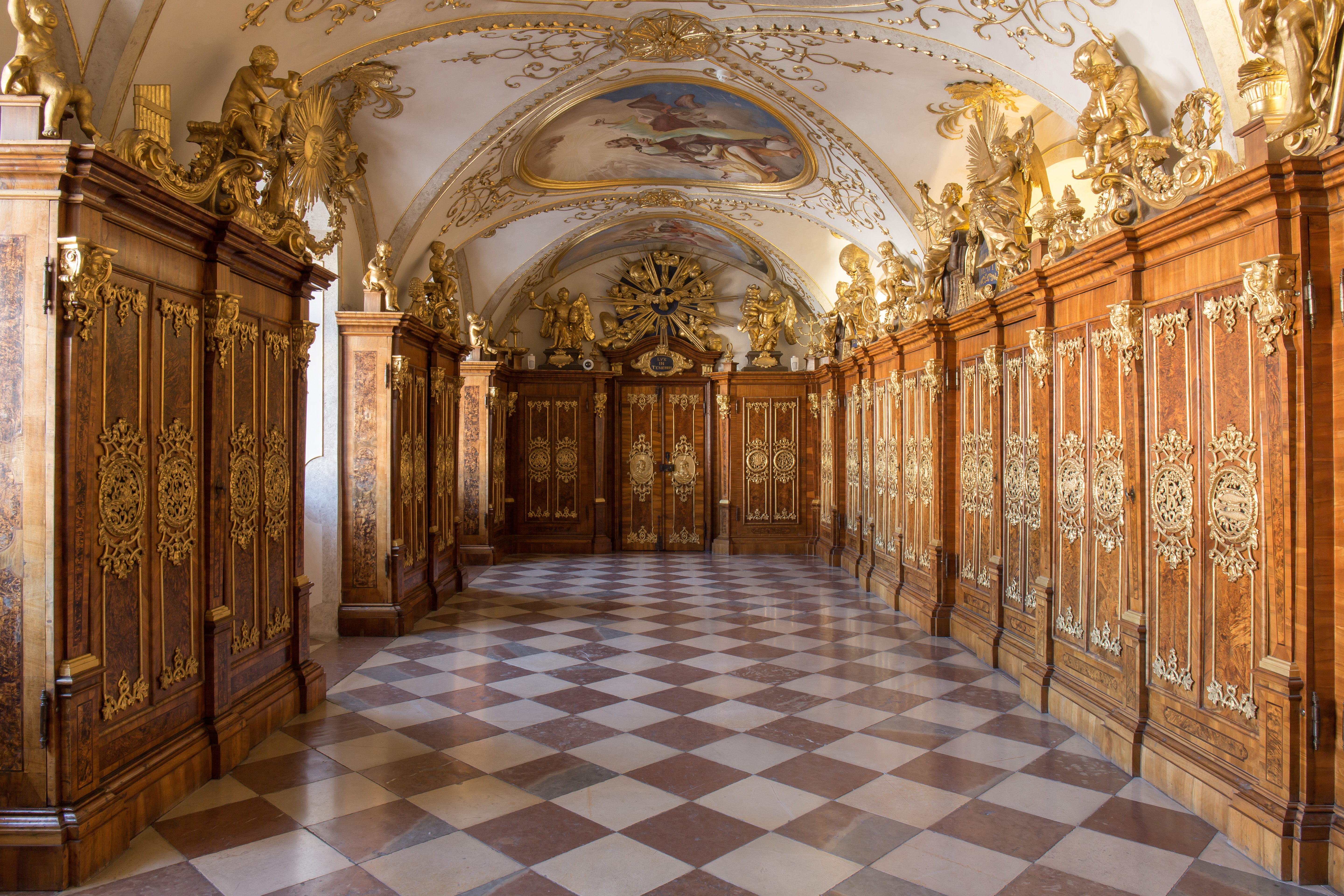
Монастырская библиотека
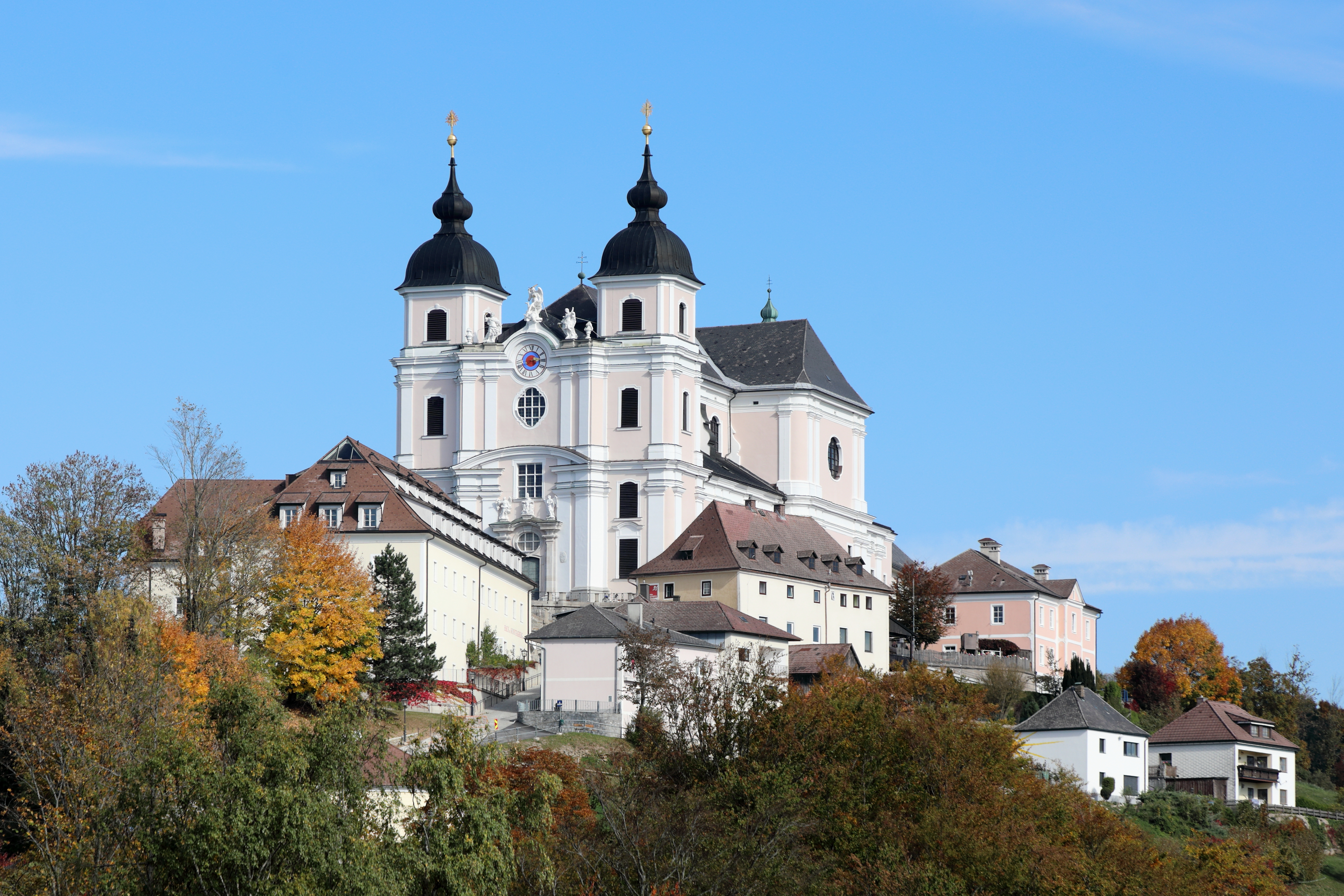
Базилика Зоннтагберг (совместно с Й. Мунггенастом). 1706–1732
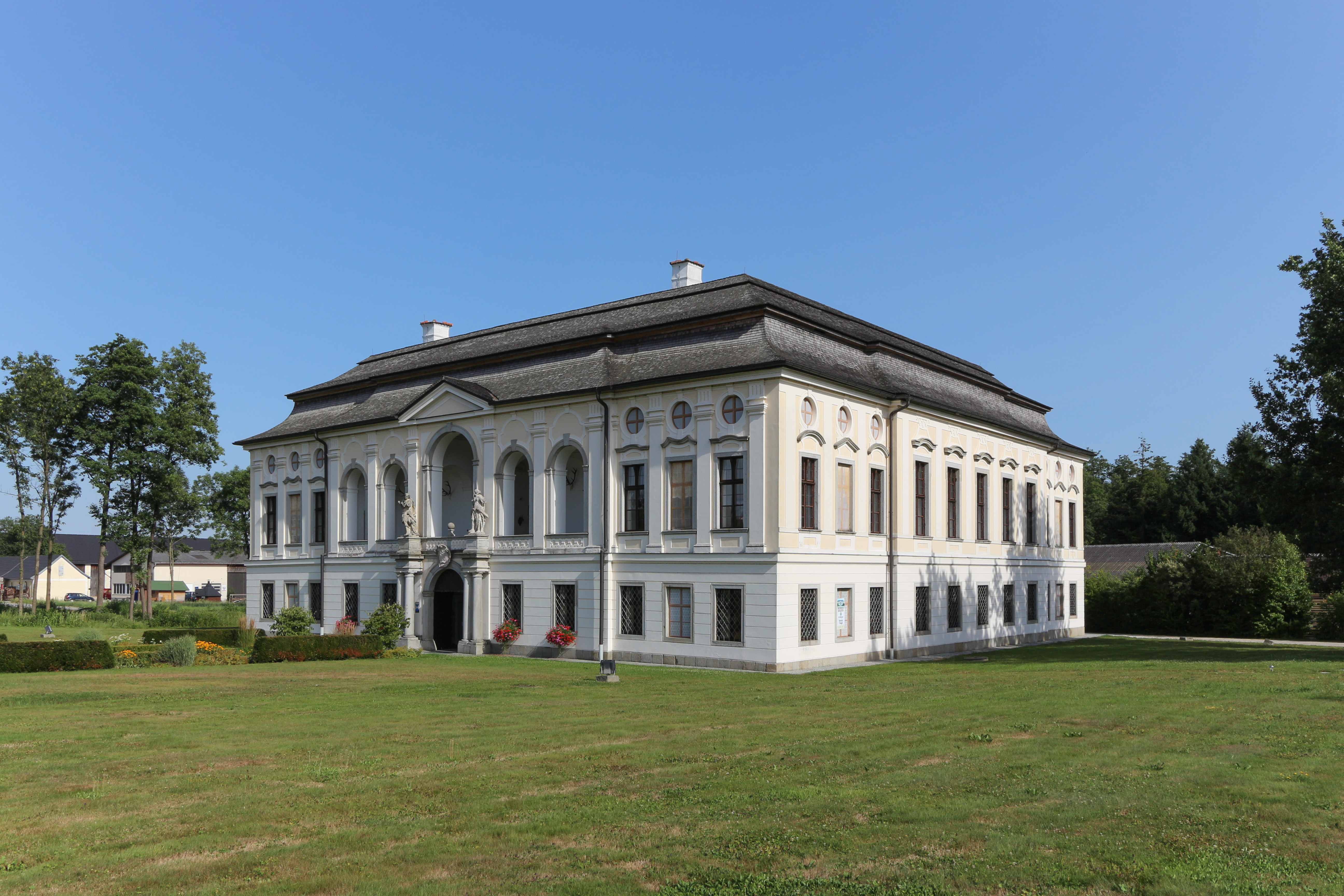
Замок Хоенбрунн
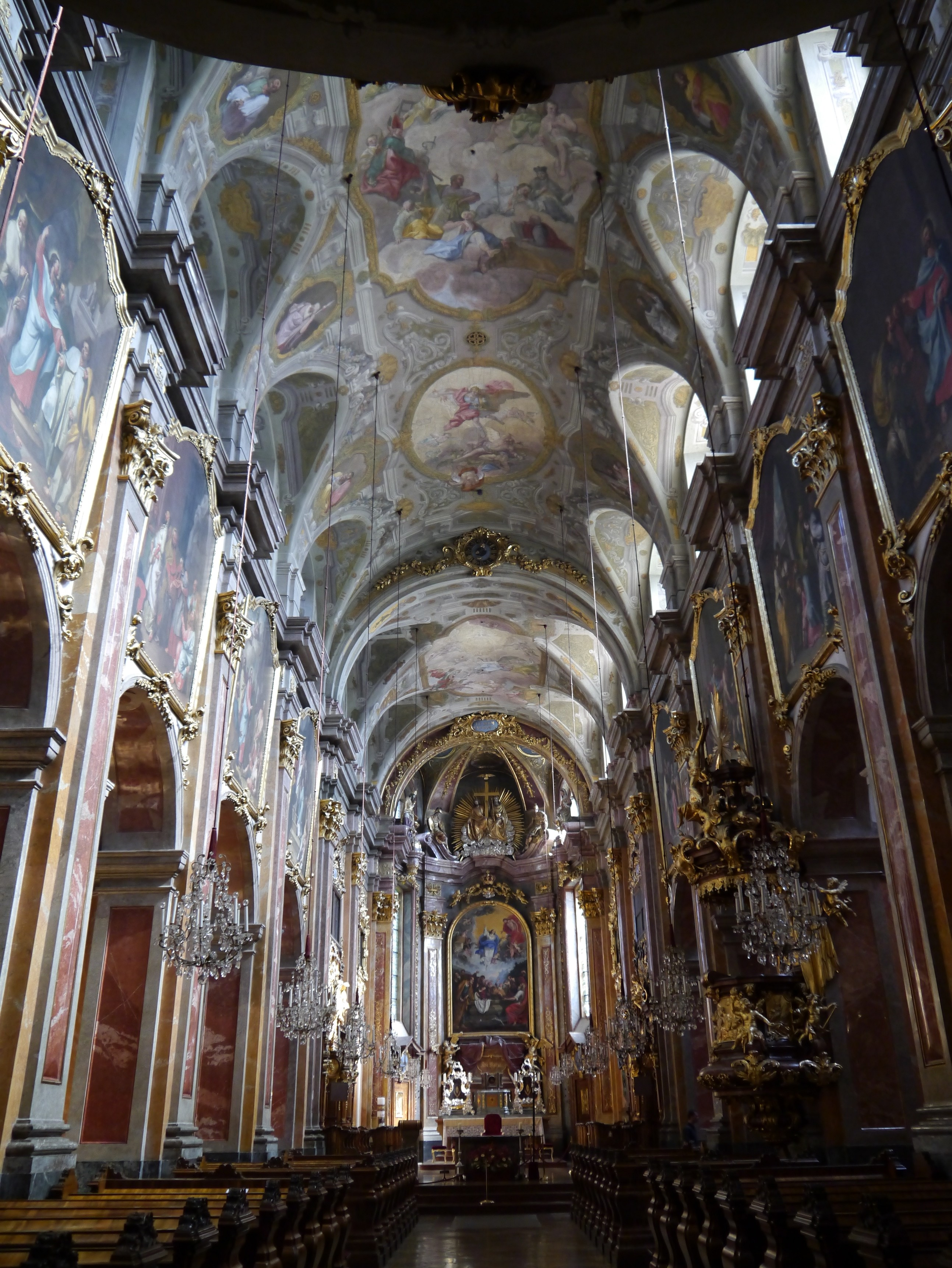
Собор Вознесения Девы Марии в Санкт-Пёльтене. Интерьер